# 레티놀 결합 단백질

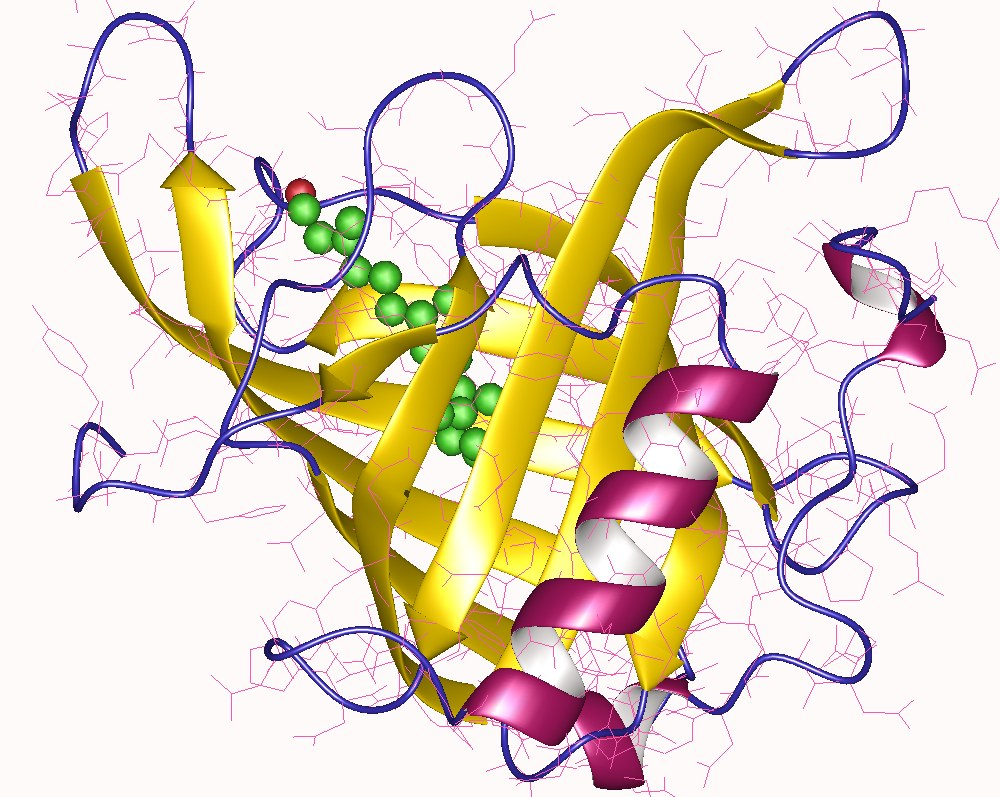
인간의 레티놀 결합 단백질

레티놀 결합 단백질(영어: retinol-binding protein, RBP)은 다양한 기능을 가진 단백질 패밀리이다. 레티놀에 결합하는 운반체 단백질이다. 레티놀 결합 단백질의 평가는 건강 관련 영양 연구에서 내장 단백질 질량을 결정하는 데 사용된다.
레티놀과 레티놀산은 유전자 발현의 조절과 배아의 전반적인 발달에 중요한 역할을 한다. 그러나 이러한 물질 중 하나의 결핍 또는 과잉은 조기 배아 사망 또는 발달 기형을 유발할 수 있다. 성공적인 임신에 필요한 레티놀의 수송 및 대사 조절은 레티놀 결합 단백질을 통해 이루어진다. 레티놀 결합 단백질은 소, 양, 돼지의 자궁, 배아 및 배아 외 조직 내에서 확인되었으며, 이는 레티놀 결합 단백질이 배아에 대한 적절한 레티놀 노출과 모체-태아 경계면에서의 성공적인 수송에 역할을 한다는 것을 분명히 나타낸다. 임신 시 부족한 레티놀 결합 단백질의 발현의 정확한 영향과 해당 발현의 역치 수준을 결정하기 위해서는 추가 연구가 필요하다.

## 유전자
- 세포 : RBP1, RBP2, RBP5, RBP7
- 기관 사이 : RBP3
- 혈장 : RBP4

## 임신 중의 레티놀 결합 단백질
레티놀은 다양한 신체 조직의 성장과 분화에 중요한 역할을 하며, 배아는 발달 중 발생하는 자연 유산 및 기형을 유발할 수 있는 레티놀 농도의 변화에 극도로 민감하다는 것이 이전에 특징이었다. 성숙한 동물 내에서 레티놀은 순환계를 통해 간에서 운반되는 동시에 원하는 표적 조직에 레티놀 결합 단백질에 결합된다. 또한 레티놀 결합 단백질은 운반체 단백질인 트랜스티레틴(Transthyretin)과 결합한다. 레티놀 결합 단백질이 세포 가용성을 위해 레티놀을 방출하는 과정은 아직 알려지지 않았다.

### 합성 장소
일반적으로 레티놀 결합 단백질은 레티놀 농도에 따라 분비되는 간 내에서 합성된다. 그러나 농도 수준은 일정하게 유지되는 레티놀 결합 단백질 전령 RNA의 전사에 영향을 미치지 않는 것으로 보인다. 연구에 따르면 소의 자궁 내막은 다양한 가축 종의 수정체 및 배아 외 조직뿐만 아니라 레티놀 결합 단백질의 합성 장소로도 확인되었다.

## 같이 보기
- 레티놀